# Condado de San Mateo
El condado de San Mateo es un condado situado en el Área de la Bahía de San Francisco del estado de California en los Estados Unidos. Cubre la mayor parte del sur justo en la península de San Francisco y el norte del condado de Santa Clara. El aeropuerto internacional de San Francisco está situado en el extremo norte del condado, y Silicon Valley o valle del silicio comienza en el extremo meridional. En el año 2007 la población era 721 161 en una densidad poblacional de 375 personas por km/2. La sede de condado es Redwood City, es el segundo condado con gran número de hispanos del norte de California después del condado de Santa Clara.

## Historia
El condado de San Mateo fue formado por partes del condado de San Francisco y del condado de Santa Cruz en el año 1856. El condado llevó el nombre en inglés como Saint Matthew. Como topónimo, St. Matthew aparece desde 1776, y el arroyo, el punto y el establecimiento de San Mateo Mission fue señalado en los mapas salientes. Hasta cerca de 1850, el nombre apareció como San Matheo.

## Geografía
Según la oficina de censo de los EE. UU., el condado tiene un área total de 1919 km² (741 millas). 1163 km² (449 millas cuadradas) de él son tierra y 756 km² (292 millas cuadradas) de él (39.40%) son agua. Un número de arroyos en el interior de la bahía drenan la parte del este del condado incluyendo el canal de San Bruno y el canal de Colma. Las corrientes que drenan el condado occidental incluyen el canal de Frenchmans, el canal de Pilarcitos, el canal de Nápoles (Naples), el Arroyo de en Medio y el canal de Denniston. 

### Condados adyacentes
- Condado de San Francisco (norte)
- Condado de Alameda (este)
- Condado de Santa Clara (sureste)
- Condado de Santa Cruz (sur)
- Océano Pacífico (oeste)

### Localidades

#### Ciudades
Atherton |
Belmont |
Brisbane |
Burlingame |
Colma |
Daly City |
East Palo Alto |
Foster City |
Half Moon Bay |
Hillsborough |
Menlo Park |
Millbrae |
Pacífica |
Portola Valley |
Redwood City |
San Bruno |
San Carlos |
San Mateo |
South San Francisco |
Woodside 

#### Lugares designados por el censo
Broadmoor |
El Granada |
Emerald Lake Hills |
Highlands-Baywood Park |
Montara |
Moss Beach |
North Fair Oaks |
Pescadero |
West Menlo Park 

#### Áreas no incorporadas
Kings Mountain |
La Honda |
Ladera |
Loma Mar |
Los Trancos Woods |
Middleton Tract |
Princeton-by-the-Sea |
San Gregorio |
Sky Londa 

## Demografía

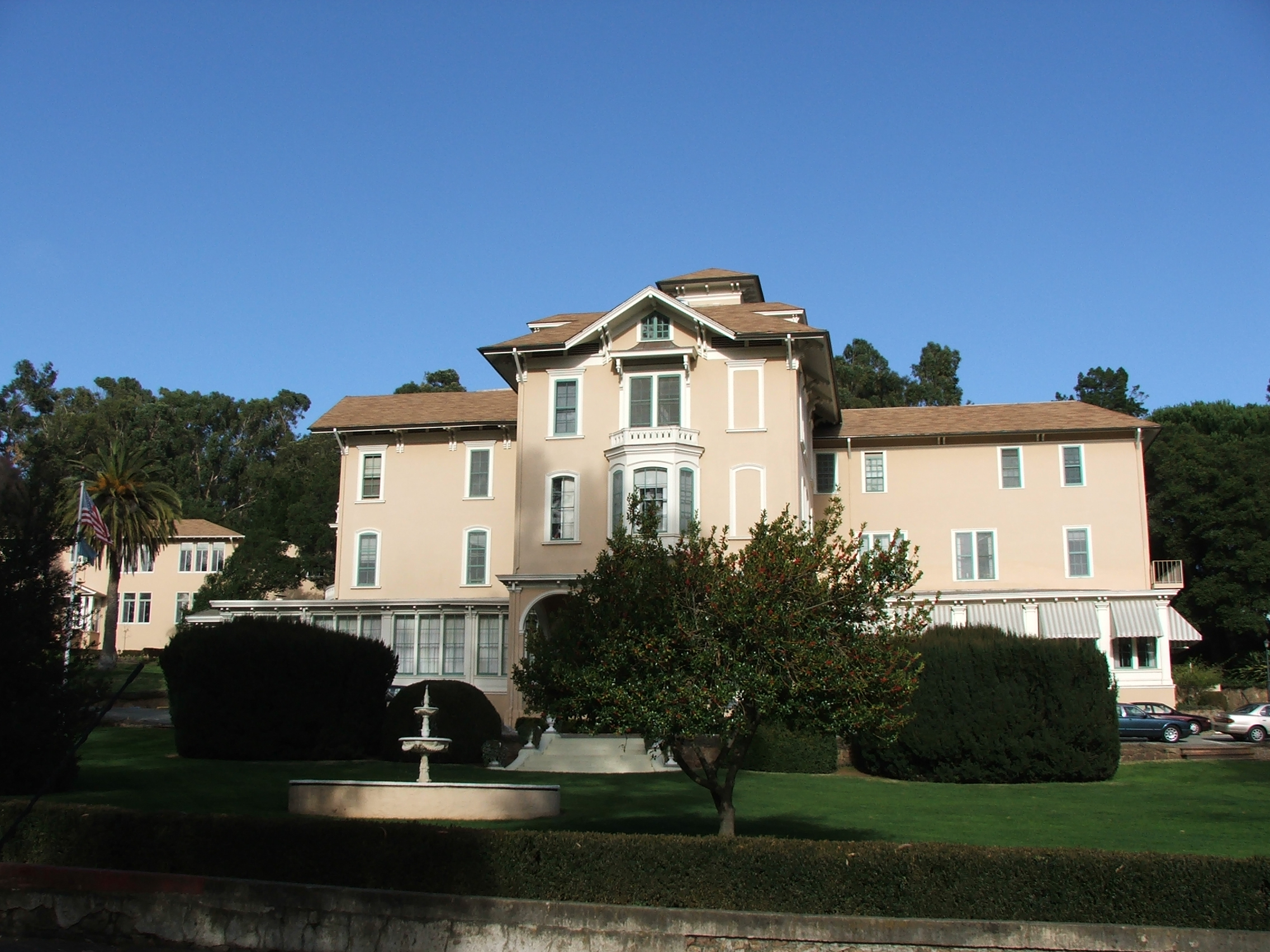
Ralston Hall, Belmont, California.

Basado al censo del 2008, había 721 161 personas, 266 392 casas, y 181.265 familias que residían en el condado. La densidad demográfica era de 688/km² (1625/mi²). Había 271 576 unidades de domicilio en una densidad media de 284/km (² 620/mi). El conteo racial del condado era 40.2% blancos, 6.24% negros o afroamericanos, 3.33% americanos nativos, 17.4% asiáticos, 5.67% Isleños del Pacífico, 11% de otras razas, y 6.42% a partir de dos o más razas. 30.69% de la población eran hispanos o latinos de cualquier raza. Había 266 392 casas fuera de las cuales 35.10% tenían niños bajo edad de 18 que vivían en ellas, 55.00% eran parejas casadas viviendo juntos, 11.10% eran familias sostenidas por mujeres sin presente de un marido, y 33.60% eran no-familias. 25.60% de todas las casas eran compuestas por una persona individual y 9.40% tenían viviendo personas que eran de 65 años edad o más viejos. El tamaño medio de la casa era 3.74 y el tamaño medio de la familia era 4.29. El condado separó la población con 25.90% 18 años de edad para abajo, 9.90% a partir 18 a 24, 35.20% a partir 25 a 44, 25.50% a partir 45 a 64, y 13.50% quiénes eran 65 años de edad o más viejos. La edad media era de 33 años. Por cada 100 mujeres había 97.80 varones. Para cada 100 mujeres de 18 para arriba, estaban 95.60 varones. 
Según la Oficina del Censo en 2007, la renta media para una casa en el condado era $84 684, y la renta media para una familia era $100 201. Los varones tenían una renta media de $51.342 contra $40 383 para las mujeres. La renta per cápita para el condado era $44 134. Alrededor del 3.50% de las familias y el 5.80% de la población estaban por debajo de la línea de la pobreza, incluyendo al 6.00% menores a 18 años y el 5.10% de 65 años en adelante.

## Transporte

### Principales autopistas
- Interestatal 280 (Junipero Serra Freeway)
- Interestatal 380
- U.S. Route 101 (Bayshore Freeway)
- Ruta Estatal de California 1
- Ruta Estatal de California 92 (J. Arthur Younger Freeway, Puente de San Mateo)
- Ruta Estatal de California 84 (Woodside Road, Puente Dumbarton)

### Transporte público
SamTrans (distrito de tránsito del condado del San Mateo) proporciona servicio de autobuses locales dentro del condado del San Mateo. Las rutas de autobuses locales y del viaje también funcionan en San Francisco. Caltrain, el sistema de carril viario, tiene varias estaciones en el condado de San Mateo. Los trenes rápidos del tránsito del área de la bahía sirven la porción norteña del condado. 

### Aeropuertos
El Aeropuerto Internacional de San Francisco geográficamente está situado en el condado de San Mateo, pero es parte de la ciudad y del condado de San Francisco. El condado de San Mateo posee dos aeropuertos generales de aviación: Aeropuerto de Half Moon Bay y el Aeropuerto de San Carlos.

### Transporte marítimo
El único puerto profundo en la bahía del sur de San Francisco es el puerto de la ciudad de Redwood City, situado a lo largo del canal de Redwood que comenzó como canal flotante de madera construido en 1850.

## Playas

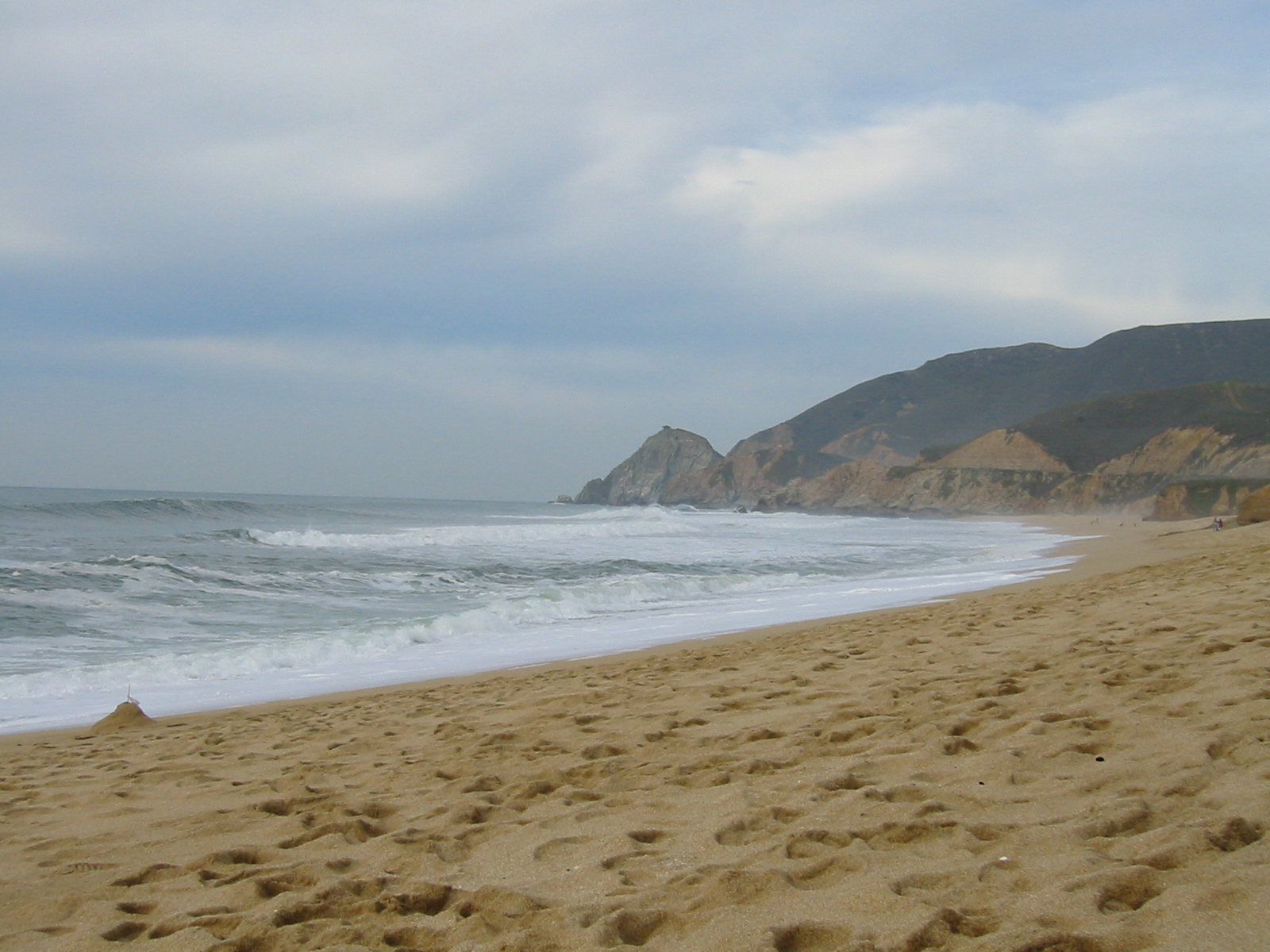
Playa Montara State
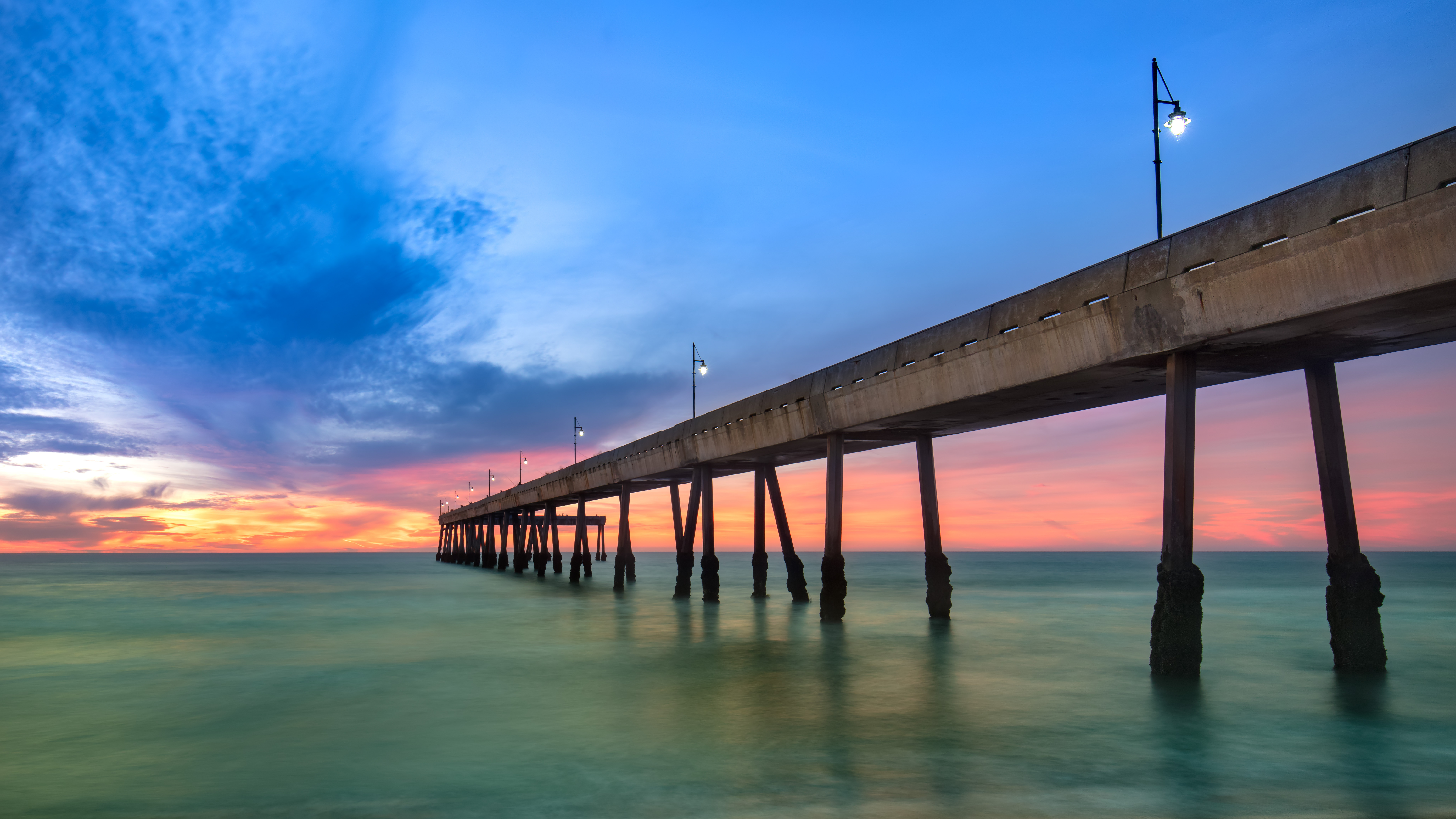
Puerto público en la Ciudad de Pacifica
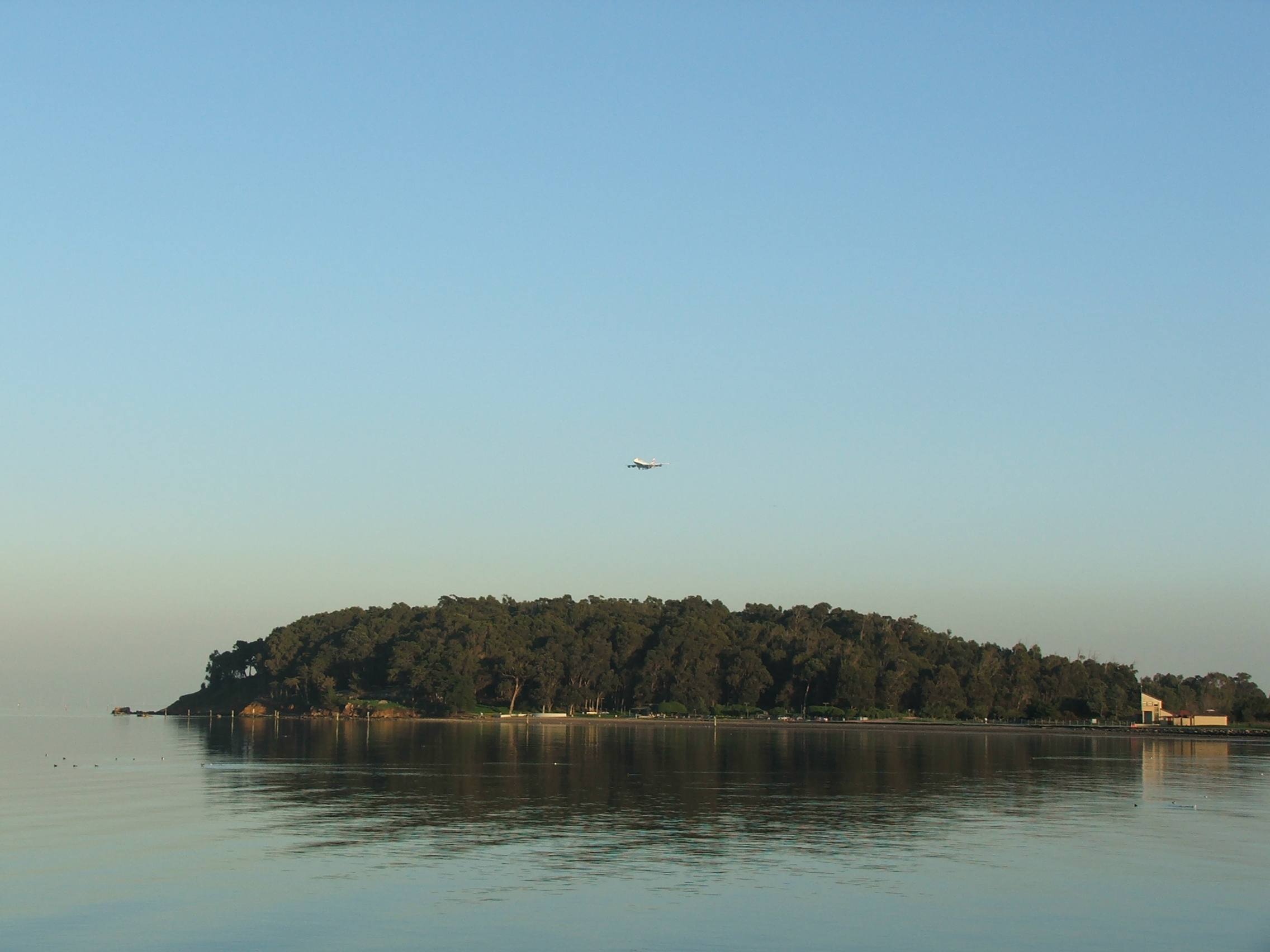
Parque Coyote Point